# Episodi di Adam-12 (sesta stagione)
La sesta stagione della serie televisiva Adam-12, composta da 24 episodi, è andata in onda negli Stati Uniti dal 12 settembre 1973 al 13 marzo 1974 sulla NBC, posizionandosi al 23º posto nei rating Nielsen di fine anno con il 20,7% di penetrazione e con una media superiore ai 13 milioni di spettatori. In Italia è stata trasmessa nel 1990 su Canale 5.
| nº | Titolo originale                       | Titolo italiano                               | Prima TV USA      | Prima TV Italia |
| -- | -------------------------------------- | --------------------------------------------- | ----------------- | --------------- |
| 1  | Harbor Division                        | Divisione Harbor                              | 12 settembre 1973 | 1990            |
| 2  | Rampart Division: The Senior Citiziens | Divisione Rampart: I signori cittadini        | 19 settembre 1973 | 1990            |
| 3  | Foothill Division                      | Divisione Foothill                            | 26 settembre 1973 | 1990            |
| 4  | West Valley Division                   | Divisione West Valley                         | 3 ottobre 1973    | 1990            |
| 5  | Venice Division                        | Divisione Venice                              | 10 ottobre 1973   | 1990            |
| 6  | Hot Shot                               | Un bel colpo                                  | 24 ottobre 1973   | 1990            |
| 7  | Van Nuys Division: Pete's Mustache     | Divisione Van Nuys: I baffi di Pete           | 31 ottobre 1973   | 1990            |
| 8  | Training Division: The Rookie          | Divisione d'addestramento: La recluta         | 7 novembre 1973   | 1990            |
| 9  | Capture                                | La cattura                                    | 14 novembre 1973  | 1990            |
| 10 | Hollywood Division                     | Divisione Hollywood                           | 21 novembre 1973  | 1990            |
| 11 | Northeast Division                     | Divisione Northeast                           | 5 dicembre 1973   | 1990            |
| 12 | If the Shoe Fits                       | La scarpa si adatta                           | 12 dicembre 1973  | 1990            |
| 13 | Southwest Division                     | Divisione Southwest                           | 19 dicembre 1973  | 1990            |
| 14 | The Sweet Smell                        | Un dolce profumo                              | 9 gennaio 1974    | 1990            |
| 15 | Trouble in the Bank                    | Guai in banca                                 | 15 gennaio 1974   | 1990            |
| 16 | North Hollywood Division               | Divisione North Hollywood                     | 22 gennaio 1974   | 1990            |
| 17 | Taking It Easy                         | Prendersi con calma                           | 29 gennaio 1974   | 1990            |
| 18 | Krash                                  | Incidente di percorso                         | 5 febbraio 1974   | 1990            |
| 19 | Routine Patrol: The Drug Store Cowboys | Pattuglia di routine: I cowboys nel Drugstore | 12 febbraio 1974  | 1990            |
| 20 | Sunburn                                | Scottatura solare                             | 19 febbraio 1974  | 1990            |
| 21 | Skywatch                               | Ricerca al cielo (prima e seconda parte)      | 26 febbraio 1974  | 1990            |
| 22 | Skywatch                               | Ricerca al cielo (prima e seconda parte)      | 5 marzo 1974      | 1990            |
| 23 | L.A. International                     | L.A. International                            | 12 marzo 1974     | 1990            |
| 24 | Clinic on 18th Street                  | Clinica nella 18ª strada                      | 13 marzo 1974     | 1990            |

## Divisione Harbor
- Titolo originale: Harbor Division
- Diretto da: Dennis Donnelly
- Scritto da: Bryan K. Joseph

### Trama
Malloy vende due biglietti per il ballo dopo che è stato costretto a cancellare l'appuntamento. Lui e Reed pattugliano la zona portuale e gestiscono le chiamate per svariati casi.

## Divisione Rampart: I signori cittadini
- Titolo originale: Rampart Division: The Senior Citizens
- Diretto da: Lawrence Doheny
- Scritto da: David H. Vowell

### Trama
Malloy e Reed pattugliano un quartiere di Los Angeles abitato da una popolazione di anziani.

## Divisione Foothill
- Titolo originale: Fotthill Division
- Diretto da: Christian I. Nyby II
- Scritto da: Leo V. Gordon

### Trama
Il sergente MacDonald ha riferito che il suo camper è pieno di tre canne da pesca, un paio di stivali da cowboy su misura mancanti e offre una cena per il loro ritorno. Il distretto è invasa da un cecchino che spara agli ufficiali senza ferire nessuno.

## Divisione West Valley
- Titolo originale: West Valley Division
- Diretto da: Christian I. Nyby II
- Scritto da: Alf Harris

### Trama
Malloy e Reed notano una donna che porta a spasso il suo cane scozzese quando ricevono una chiamata da Air Ten per assistere un motociclista che è anche un insetto di fuoco.

## Divisione Venice
- Titolo originale: Venice Division
- Diretto da: Lawrence Doheny
- Scritto da: Robert I. Holt

### Trama
Malloy e Reed beccano una donna nuda in spiaggia a Venice mentre si sta prendendo il sole, e seguono altri casi tra cui una rapina finita in un omicidio.

## Un bel colpo
- Titolo originale: Hot Shot
- Diretto da: Christian I. Nyby II
- Scritto da: Leo V. Gordon

### Trama
Malloy e Reed fermano un'auto per una violazione del codice stradale con al volante un ladro di gatti, nonché vecchia conoscenza di Malloy che lo arrestò quattro anni prima.

## Divisione Van Nuys: I baffi di Pete
- Titolo originale: Van Nuys Division: Pete's Mustache
- Diretto da: Dennis Donnelly
- Scritto da: Leo V. Gordon

### Trama
Malloy torna dalle vacanze sfoggiando i baffi, provocando risate da parte della squadra.

## Divisione d'addestramento: La recluta
- Titolo originale: Training Division: The Rookie
- Diretto da: Kenneth Johnson
- Scritto da: Michael Donovan

### Trama
Un addestramento nell'accademia su come non gestire una rapina in banca viene eseguito con successo, ma pasticcia un'altra rapina in banca commessa da un uomo anziano non seguendo le procedure di arresto adeguate, facendo infuriare Malloy e l'agente Wells.

## La cattura
- Titolo originale: Capture
- Diretto da: Lawrence Doheny
- Scritto da: Leo V. Gordon

### Trama
Una serie di furti con scasso Malloy e Reed a scontrarsi nuovamente con una vecchia conoscenza.

## Divisione Hollywood
- Titolo originale: Hollywood Division
- Diretto da: Dennis Donnelly
- Scritto da: Preston Wood

### Trama
A Malloy piace molto la voce del nuovo spedizioniere, ma quando la incontra di persona è costernato a scoprire che è sposata con il tenente della S.W.A.T.

## Divisione Northeast
- Titolo originale: Northeast Division
- Diretto da: Dennis Donnelly
- Scritto da: Edward J. Lakso

### Trama
Reed ha bisogno di riparare la sua TV e porta un suo boy scout vicino con un badge di merito in elettronica per lavorarci, ma smonta l'intera TV e la squadra è scettica sul fatto che possa rimontarla.

## La scarpa si adatta
- Titolo originale: If the Shoe Fits
- Diretto da: Lawrence Donnelly
- Scritto da: Jim Carlson

### Trama
Le scarpe di Reed sono in fase di riparazione e le sostituzioni hanno un cigolio che fa impazzire Malloy.

## Divisione Southwest
- Titolo originale: Southwest Division
- Diretto da: Lawrence Doheny
- Scritto da: Edward J. Lakso

### Trama
Malloy e Reed rispondono ad una lite in un parco, dove una donna anziana cerca di impedire ad un pittore di vendere un dipinto che considera indecente.

## Un dolce profumo
- Titolo originale: The Sweet Smell..
- Diretto da: Dennis Donnelly
- Scritto da: Jim Carlson

### Trama
Malloy e Woods tornano da una giornata di pesca e l'auto ha odore di pesce, il che si aggrava quando una donna disorientata che ha causato danni ad un negozio.

## Guai in banca
- Titolo originale: Trouble in the Bank
- Diretto da: Dennis Donnelly
- Scritto da: Jerry Thomas

### Trama
Mentre è di pattuglia, Reed si ferma in una banca per pagare un prestito, e finisce dritto per una rapina in banca.

## Divisione North Hollywood
- Titolo originale: North Hollywood Division
- Diretto da: Lawrence Doheny
- Scritto da: Leonard B. Kaufman

### Trama
Reed viene incaricato di scrivere un articolo su Malloy per la rivista Police Beat per il decimo anno del partner nella polizia di Los Angeles.

## Prendersi con calma
- Titolo originale: Taking It Easy
- Diretto da: Dennis Donnelly
- Scritto da: Robert Schlitt

### Trama
Reed si infortuna ad un polso costringendolo alla scrivania, e Malloy si adatta ad un nuovo partner temporaneo.

## Incidente di percorso
- Titolo originale: Krash
- Diretto da: Lawrence Doheny
- Scritto da: C.W. Noel

### Trama
Malloy ottiene una nuova auto e Reed può guidarla, ma l'auto viene danneggiata mentre gli agenti inseguono e catturano un ladro di borse.

## Pattuglia di routine: I cowboys del Drug Store
- Titolo originale: Routine Patrol: The Drug Store Cowboys
- Diretto da: Hollingsworth Morse
- Scritto da: Leo V. Gordon

### Trama
La giornata di routine di Malloy e Reed inizia con una donna armata e ubriaca che minaccia un gruppo di avventori di un bar.

## Scottatura solare
- Titolo originale: Sunburn
- Diretto da: Dennis Donnelly
- Scritto da: Bryan K. Joseph

### Trama
Reed torna ad una giornata di riposo con una scottatura solare su tutto il corpo, che gli causa problemi.

## Ricerca al cielo (prima e seconda parte)
- Titolo originale: Skywatch: Part 1 & 2
- Diretto da: Dennis Donnelly
- Scritto da: Leo V. Gordon

### Trama
Malloy e Reed vengono scelti per viaggiare l'Air-70 per osservare come funziona la pattuglia aerea della polizia di Los Angeles seguendo diversi casi tra cui rapinatori nel grattacielo e cosi via.

## L.A. International
- Titolo originale: L.A. International
- Diretto da: Christian I. Nyby II
- Scritto da: Walter Black

### Trama
Malloy, Reed e Woods vengono assegnati al servizio aeroportuale dal soldato.

## Clinica nella 18ª strada
- Titolo originale: Clinic on 18th Street
- Diretto da: Jack Webb
- Scritto da: Joseph Calvelli

### Trama
Malloy e Reed indagano sulla morte di un vecchio, che porta il caso all'Unità Antifrode invece dell'Unità Omicidi.